# Eilicrinia freitagaria
Eilicrinia freitagaria är en fjärilsart som beskrevs av Heinrich Benno Möschler 1854. Eilicrinia freitagaria ingår i släktet Eilicrinia och familjen mätare. Inga underarter finns listade i Catalogue of Life.